# Erioptera gaspeana
Erioptera gaspeana là một loài ruồi trong họ Limoniidae. Chúng phân bố ở miền Tân bắc.